# Бадалов, Рубен Михайлович
Рубен Михайлович Бадалов (род. 16 июля 1957, Орджоникидзе) — российский политический деятель, депутат Государственной думы четвёртого созыва

## Биография
Образование высшее — окончил Северо-Кавказский горно-металлургический институт, горный инженер-механик; Всероссийскую академию внешней торговли, экономист.
Избирался депутатом Синегорского поселкового Совета народных депутатов Белокалитвинского района Ростовской области, Белокалитвинского городского и Ростовского областного Советов народных депутатов[когда?].

### Депутат госдумы
В декабре 1993 года баллотировался в Госдуму первого созыва по Шахтинскому одномандатному избирательному округу № 147 (Ростовская область), выборы проиграл.
27 апреля 2004 года получил мандат депутата Государственной Думы ФС РФ по общефедеральному списку избирательного блока «Родина» путем передачи мандата Георгия Шпака. Входил в состав фракции «Родина». Входил в состав Комитета по труду и социальной политике, Комиссии по проблемам Северного Кавказа.
Награждён знаком «Шахтерская слава» трех степеней, нагрудным знаком «За активную работу в профсоюзах», Почетной грамотой ФНПР.
Имеет звания «Почетный работник угольной промышленности», «Почетный работник топливно-энергетического комплекса».